# DAEMON Tools
DAEMON Tools — программный эмулятор CD/DVD/BD-дисководов. Поддерживает эмуляцию дисков с защитой от копирования SafeDisc (C-Dilla), SecuROM, Laserlock, CDCOPS, StarForce, Protect CD и многие другие. Для эмуляции используется SCSI Pass Through Direct (SPTD) layer. Позволяет создавать образы дисков в форматах iso, mdf/mds, mdx для их последующего использования в этой программе или другом эмуляторе.
DAEMON Tools позволяет создать до 256 виртуальных, 32 виртуальных SCSI-приводов и 4 виртуальных IDE-приводов которые можно использовать для подключения образов дисков. Виртуальные диски можно использовать для резервного копирования дисков, повышения скорости передачи данных, уменьшения физического износа носителей информации и устройств воспроизведения.

## Читаемые форматы файлов-образов
- ape (Monkey’s Audio)
- flac (FLAC)
- cue/bin
- iso (ISO-образ)
- ccd (CloneCD)
- bwt (Blindwrite)
- mdf/mds (Media Descriptor File)
- cdi (Discjuggler)
- nrg (Nero)
- pdi (Instant CD/DVD)
- b5t (BlindWrite 5)
- b6t (BlindWrite 6)
- isz (Compressed ISO images) (UltraISO)
- mdx (Media Data eXtended)

## Созданные форматы
- MDF
- MDS — файл, содержащий метаданные о физической структуре диска.
- MDX

Эти форматы позволяют не только просматривать данные, но и использовать их для записи диска. При этом используется программа для записи и конвертации образов диска, используемая для монтирования дисков и т. д. К образам диска можно смонтировать образ и использовать как к обычным дискам (просматривать фильмы на DVD, смонтированном для DVD-видео) и не предназначена для записи виртуального привода.

## Редакции
Существуют несколько редакций:
DAEMON Tools Lite
Позволяет эмулировать до 4 IDE/SCSI и виртуальных CD/DVD/BD приводов, создавать образы дисков без защиты, позволяет монтировать VHD- и TrueCrypt-образы. Бесплатно для персонального некоммерческого использования.
DAEMON Tools Pro
Позволяет эмулировать до 32 виртуальных CD/DVD/BD приводов, создавать и конвертировать образы защищённых дисков, записывать оптические диски, создавать образы TrueCrypt, содержит виртуальный пишущий привод. Обладает «классическим» интерфейсом.
DAEMON Tools Ultra
Обладает функциональностью, схожей с DAEMON Tools редакции Pro, а также возможностью создания RAM-дисков, наличием iSCSI-инициатора, возможностью монтирования ZIP-файлов, защищённых паролем.
DAEMON Tools Lite Personal
Функциональность схожа с DAEMON Tools Ultra
DAEMON Tools for Mac 8
Редакция для Mac OS
DAEMON Tools Net
Позволяет использовать USB устройства, образы дисков в сети.
Сравнительные характеристики редакций:
| Функциональность                                                 | Lite                              | Pro Standard                      | Pro Advanced                      | Net                               | Ultra                             |
| ---------------------------------------------------------------- | --------------------------------- | --------------------------------- | --------------------------------- | --------------------------------- | --------------------------------- |
| Бесплатность                                                     | Для некоммерческого использования | 20-дневный ознакомительный период | 20-дневный ознакомительный период | 20-дневный ознакомительный период | 20-дневный ознакомительный период |
| Графический интерфейс пользователя                               | Да                                | Да                                | Да                                | Да                                | Да                                |
| Интерфейс командной строки                                       | Да                                | Да                                | Да                                | Да                                | Да                                |
| Создание образов                                                 | Да                                | Да                                | Да                                | Да                                | Да                                |
| Сжатие образов                                                   | Да                                | Да                                | Да                                | Да                                | Да                                |
| Разбиение образа на несколько файлов                             | Да                                | Да                                | Да                                | Да                                | Да                                |
| Защита паролем                                                   | Да                                | Да                                | Да                                | Да                                | Да                                |
| Запись дисков                                                    | Да                                | Да                                | Да                                | Да                                | Да                                |
| Стирание перезаписываемых дисков                                 | Нет                               | Да                                | Да                                | Да                                | Да                                |
| Запись RMPS данных на диск                                       | Нет                               | Да                                | Да                                | Да                                | Да                                |
| Монтирование образов в качестве локальных каталогов              | Нет                               | Да                                | Да                                | Да                                | Да                                |
| Поддержка сочетаний клавиш                                       | Нет                               | Да                                | Да                                | Да                                | Да                                |
| Получение подробной информации об образе                         | Нет                               | Да                                | Да                                | Да                                | Да                                |
| Создание (не копирование) загрузочных образов                    | Нет                               | Да                                | Да                                | Да                                | Да                                |
| Редактирование файлов-образов                                    | Нет                               | Да                                | Да                                | Да                                | Да                                |
| Конвертирование форматов образов                                 | Нет                               | Нет                               | Да                                | Да                                | Да                                |
| Количество виртуальных IDE CD-/DVD-приводов                      | 4                                 | Нет                               | 4                                 | 4                                 | 4                                 |
| Количество виртуальных SCSI CD-/DVD-приводов                     | 4                                 | 16                                | 32                                | 32                                | 32                                |
| Создание и монтирование образов виртуальных жёстких дисков (VHD) | Нет                               | Нет                               | Нет                               | Нет                               | Да                                |

## Y.A.S.U
Y.A.S.U (Yet Another SecuROM Utility) — небольшая утилита, позволяющая скрыть виртуальные приводы от SecuROM 7 и SafeDisc 4. YASU — сопутствующая программа для DAEMON Tools. Поддерживалась командой DAEMON Tools и copybase.org. Скачать её можно здесь.